# Pesca milagrosa
A pesca milagrosa é a forma como nos referimos a um de dois eventos da vida de Jesus nos Evangelhos. Os milagres ocorreram com anos de diferença entre si, mas em ambos os casos os apóstolos estão tentando pescar sem sucesso no Mar da Galileia quando Jesus pede-lhes que tentem uma vez mais lançar as redes, ao que eles são recompensados com uma grande quantidade de peixes.

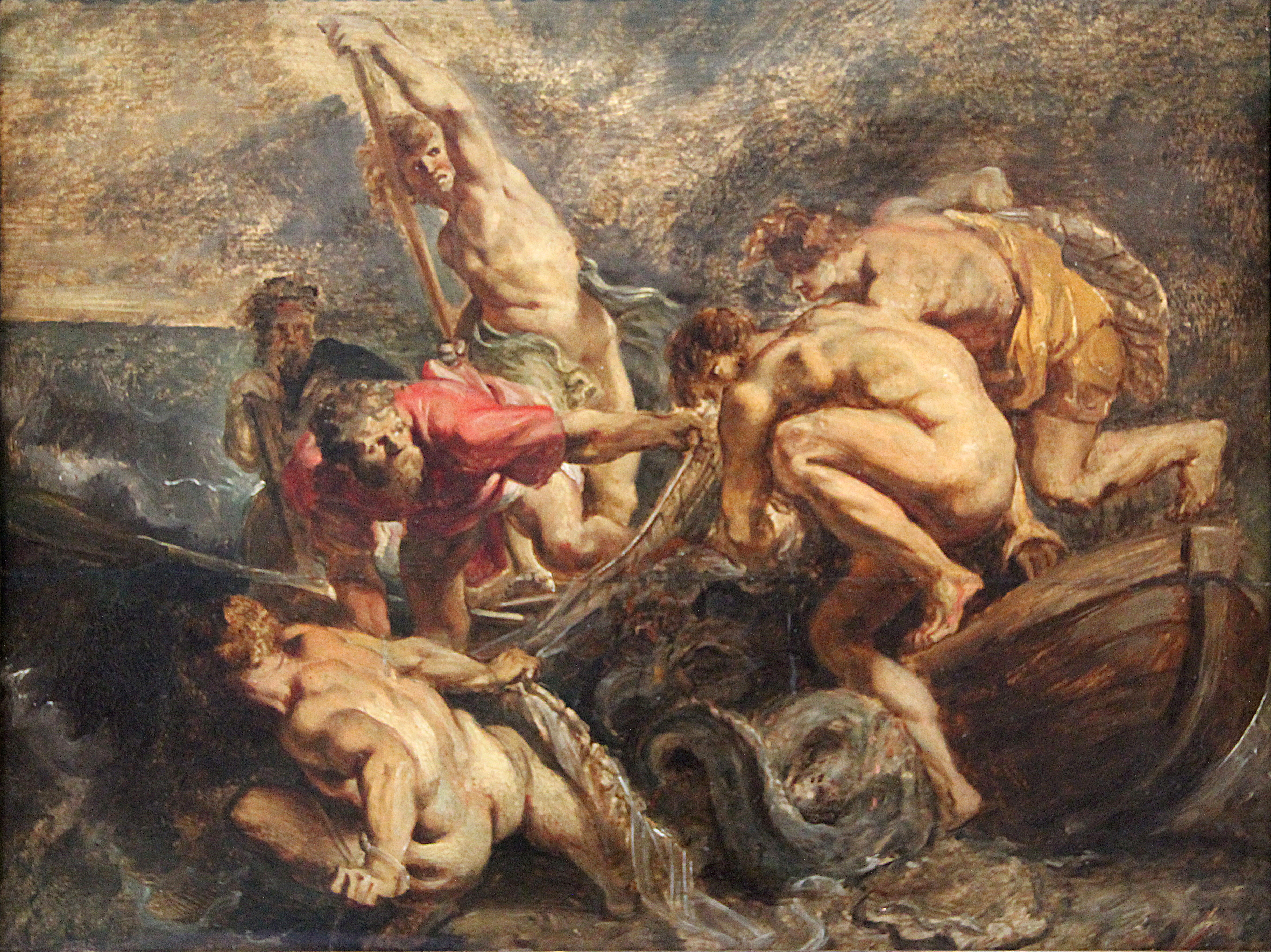
Peter Paul Rubens (1610), Museu Wallraf-Richartz, Köln (Alemanha).

## Visão geral
No Evangelho de Lucas (Lucas 5:1–11), a primeira ocorrência da pesca milagrosa ocorre logo no começo do ministério de Jesus e, como resultado, Pedro, Tiago e João, estes dois últimos, filhos de Zebedeu, se juntam a Jesus e passam a segui-lo como seus discípulos.
A segunda pesca milagrosa, que também é conhecida como pesca dos 153 peixes, lembra a primeira. Ela acontece no último capítulo do Evangelho de João (João 21:1–14) e acontece depois da ressurreição de Jesus.
Na arte cristã, os dois milagres se distinguem pelo fato de que, no primeiro, Jesus aparece sentado no barco com Pedro, enquanto que no segundo, ele está de pé na margem.

## Primeira pesca milagrosa
De acordo com o Evangelho de Lucas, no dia deste milagre Jesus estava pregando no Lago Genesaré (Mar da Galileia) quando ele viu dois barcos próximos da margem. Ele entrou no barco pertencente a Simão (Pedro) e, afastando-se um pouco da margem, ele se sentou e passou a pregar para o povo a partir do barco. Em seguida, ele disse a Pedro: «Faze-te ao largo, e lançai as vossas redes para a pesca.» (Lucas 5:4), ao que Pedro respondeu: «Senhor, tendo trabalhado toda a noite, nada apanhamos; porém sobre a tua palavra lançarei as redes.» (Lucas 5:5)
Assim que o fizeram, "apanharam uma grande quantidade de peixe; e as redes rompiam-se.", sendo necessária a ajuda de um outro barco. Quando Pedro viu a quantidade de peixes que apanharam, suficiente para encher os dois barcos a ponto de quase afundá-los, ele caiu aos pés de Jesus e disse "Retira-te de mim, Senhor, porque sou um homem pecador", ao que Jesus respondeu: "Não temas; de ora em diante serás pescador de homens.". Após o evento, além de Pedro, Tiago e João abandonaram tudo e passaram a seguir Jesus.

## Segunda pesca milagrosa
De acordo com o Evangelho de João, sete discípulos - Pedro, Tomé Dídimo, Natanael, os filhos de Zebedeu (Tiago e João) e dois outros - decidiram ir pescar na noite seguinte à ressurreição de Jesus, sem sucesso nenhum. No alvorecer do dia seguinte, Jesus (que eles não reconheceram) os chamou a partir da margem: «Moços, apanhastes algum peixe?» (João 21:5). Quando eles reponderam que não (a questão, em grego, usa uma partícula para a qual se espera uma resposta negativa), Jesus respondeu: "Lançai a rede à direita da barca, e achareis.", o que eles fizeram e "já não podiam puxá-la por causa do grande número de peixes."
Percebendo então a identidade do estranho, o discípulo que Jesus amava disse a Pedro: "É o Senhor!", o que fez com que Simão Pedro pulasse na água para ir ao seu encontro (uma cena retratada com frequência na arte cristã), enquanto que os demais discípulos o seguiram no barco, rebocando a rede, que se mostrou «cheia de cento e cinquenta e três grandes peixes» (João 21:11). Jesus então assou e comeu alguns deles com os discípulos.
Esta passagem tem sido tradicionalmente parte do lecionário seguinte à Páscoa e sermões sobre ela foram compostos por Agostinho de Hipona e João Crisóstomo, entre outros.

### 153 peixes
A precisão a respeito do número de peixes (153) tem sido há muito considerada e diversos autores argumentaram que este número teria um significado mais profundo, com diversas teorias conflitantes entre si tentando explicá-la. Discutindo algumas dessas teorias, o teólogo D. A. Carson sugere que "Se o evangelista tivesse algum simbolismo em mente ligado ao número 153, ele o escondeu bem", enquanto que outros acadêmicos notam que "nenhuma das explicações simbólicas para os 153 peixes em João 21:11 recebeu até o momento amplo apoio".
Referências a aspectos do milagre ou à ideia geral dos "pescadores de homens" podem ser encontradas através do uso do número 153. Como exemplo, a St Paul's School, em Londres, foi fundada em 1512 por John Colet para ensinar os filhos de 153 homens pobres.

## Galeria

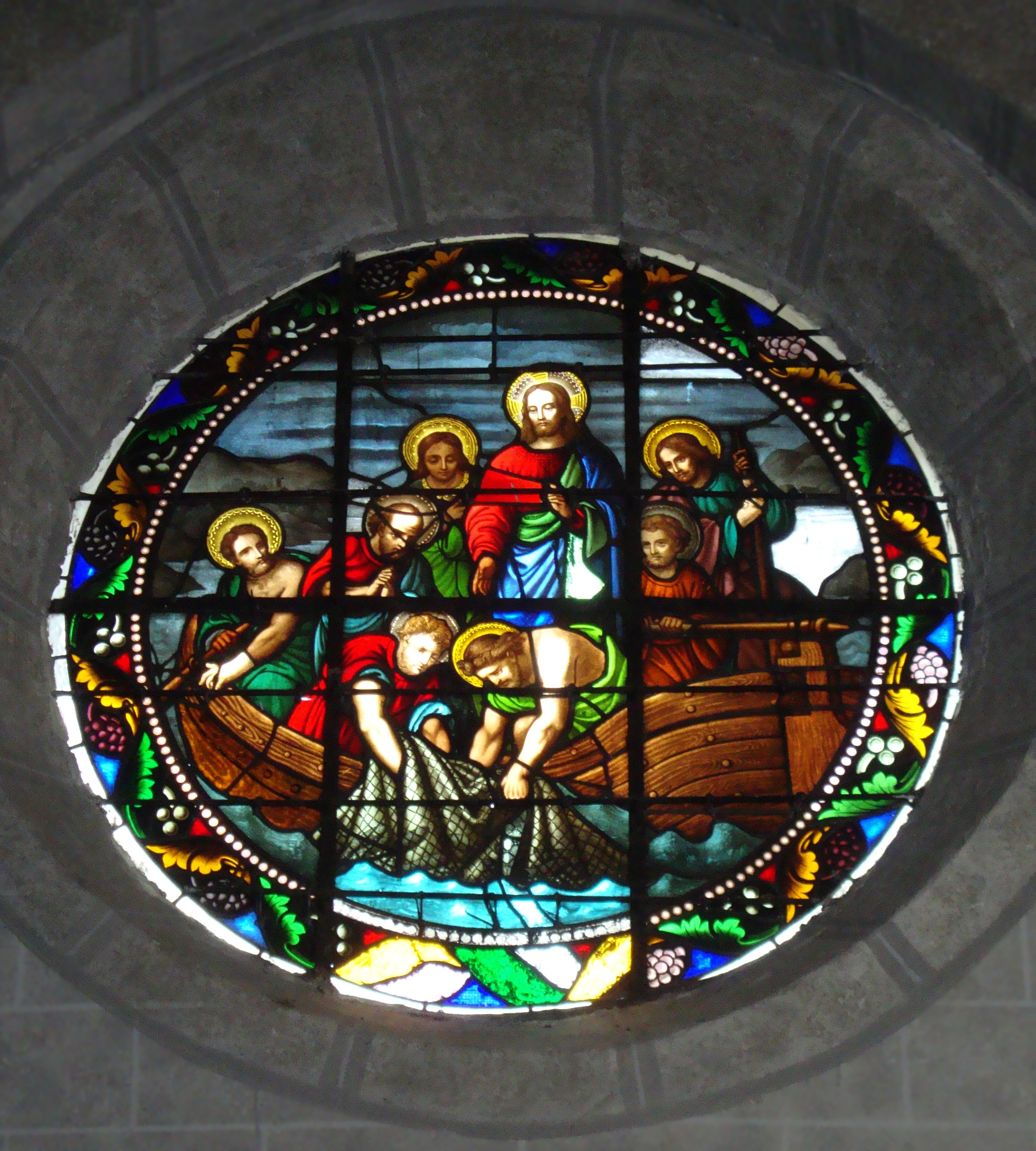
Vitral em Oloron-Sainte-Marie (Pyr-Atl), Cathedrale Ste-Marie (primeiro milagre)
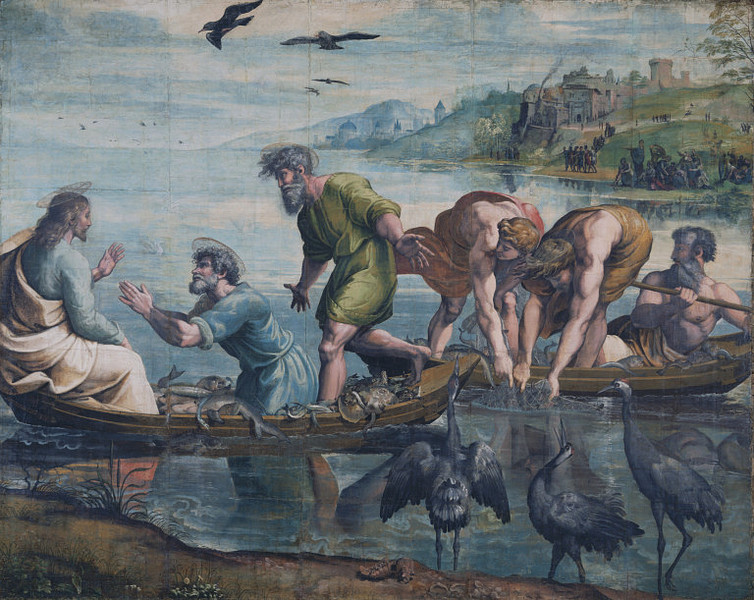
Por Rafael Sanzio, no V&A, em Londres (primeiro milagre)
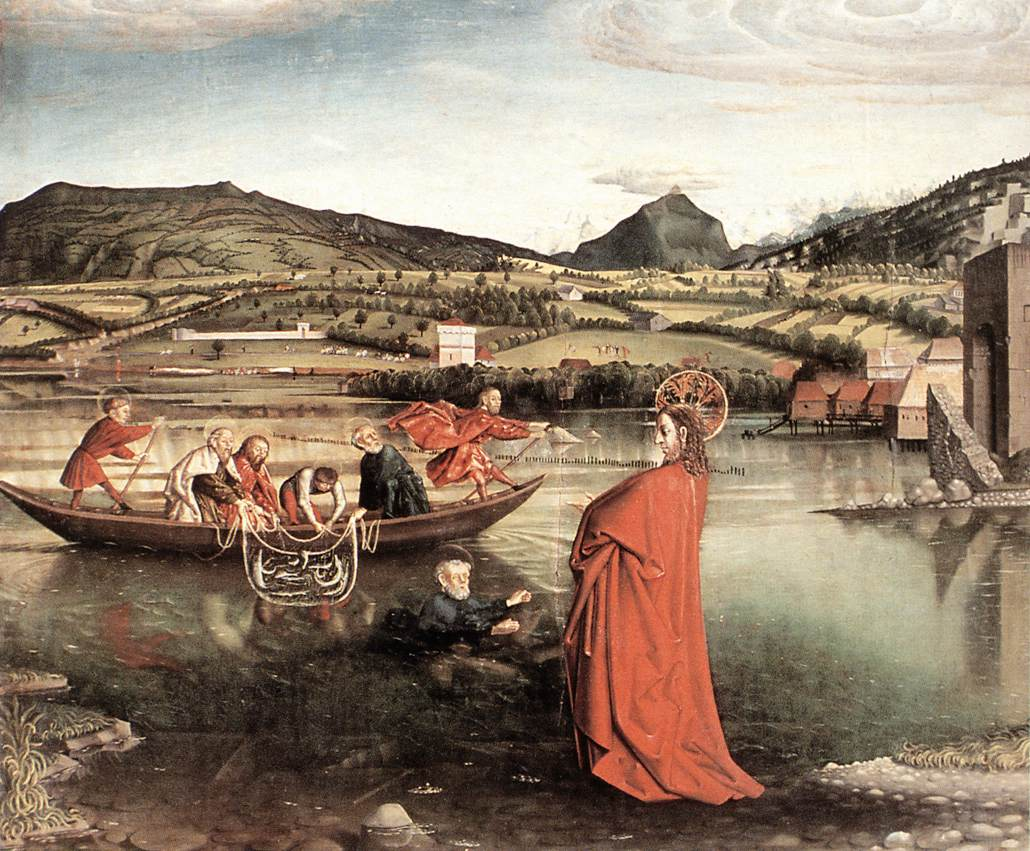
Por Konrad Witz, 1444, no Musée d'Art et d'Histoire, em Genebra (segundo milagre)
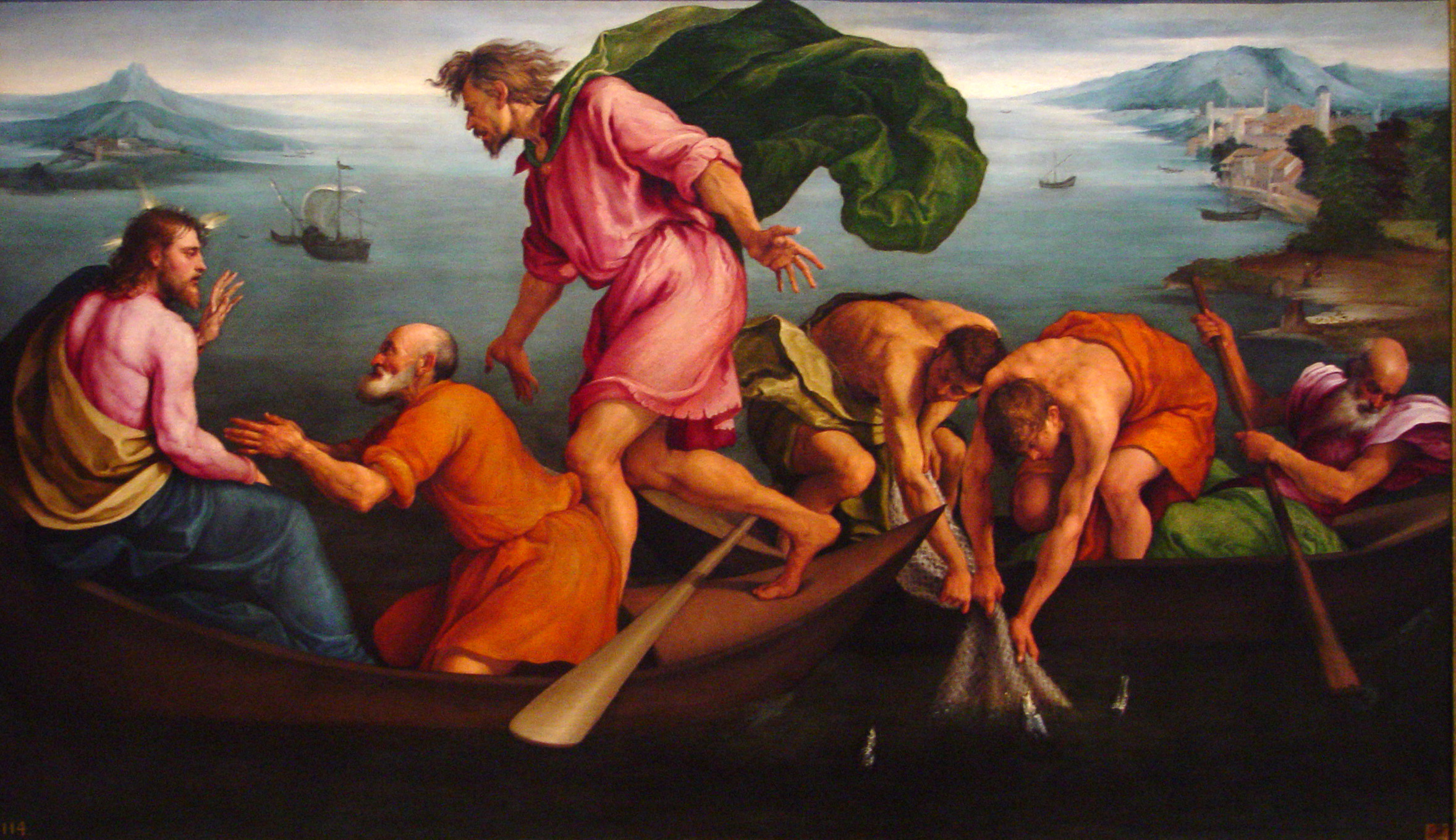
Por Jacopo Bassano, 1545, na National Gallery of Art, em Washington D.C. (primeiro milagre)
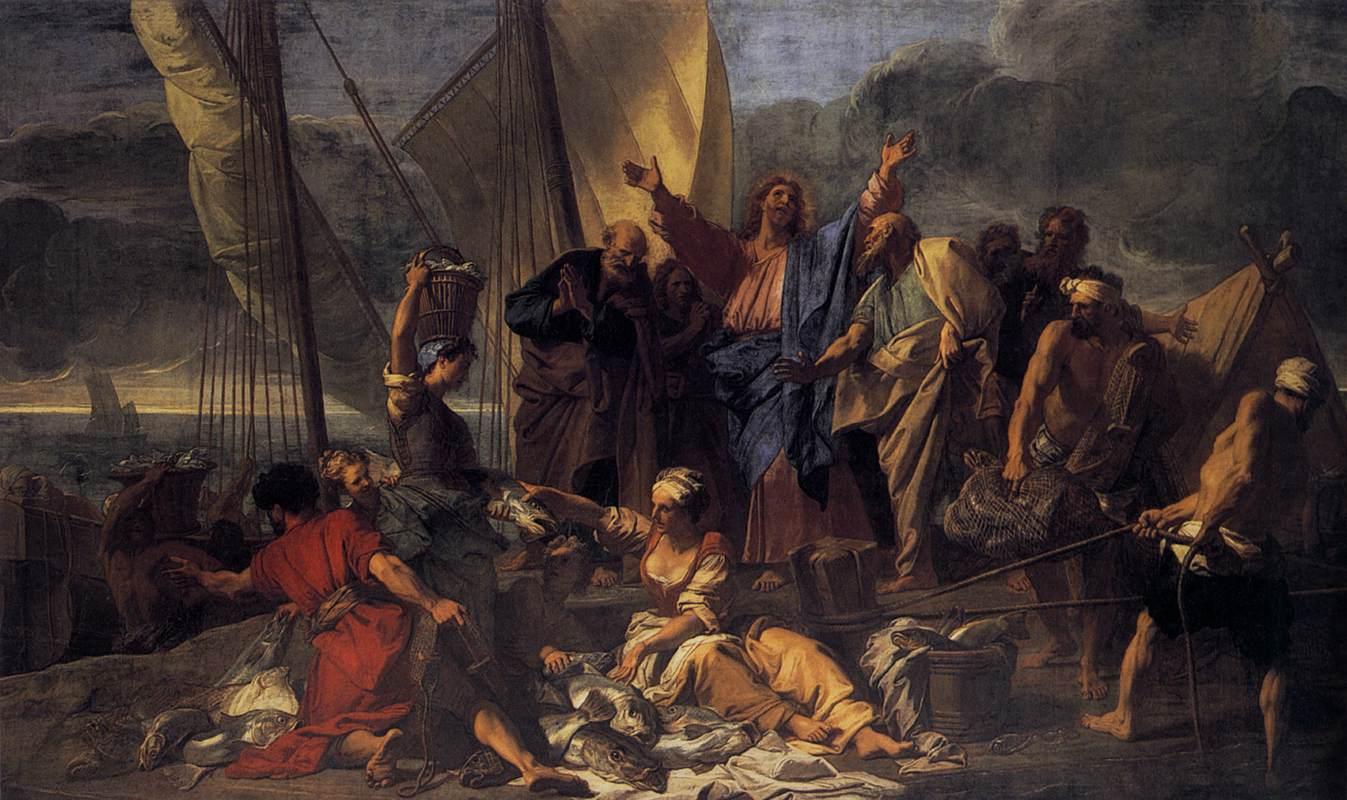
Por Jean-Baptiste Jouvenet, antes de 1706, no Louvre (primeiro milagre)
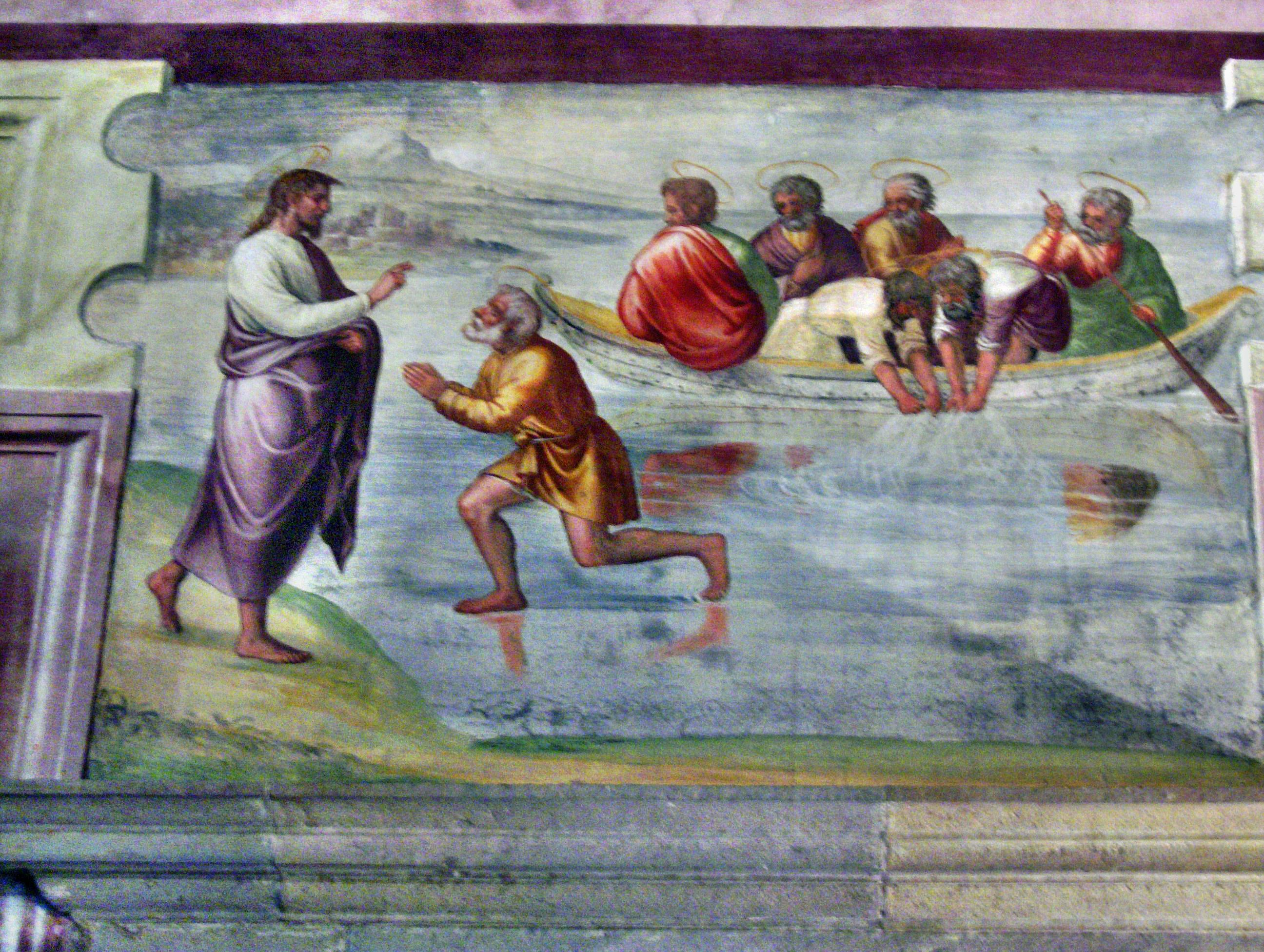
Afresco na Catedral de Spoleto (segundo milagre)